# Altaj sólyom
Az altaj sólyom vagy altáj sólyom (Falco cherrug altaicus) a madarak osztályának sólyomalakúak (Falconiformes) rendjéhez, azon belül  a sólyomfélék (Falconidae) családjához tartozó madár. Rendszertani helyzete bizonytalan.
Viszonylag szűk területen, a közép-ázsiai Altaj hegység és Szajánok vidékén fordul elő. Ez a terület a kerecsensólyom (Falco cherrug) elterjedési területével is átfed vagy azzal határos. Mai legjobb tudásunk szerint valószínű, hogy az altaj sólyom példányai valójában a kerecsensólyom és a északi sólyom (Falco rusticolus) közti hibrid példányok, illetve inkább ezeknek a kerecsensólyom populációban tovább keveredő leszármazottai. A molekuláris genetikai vizsgálatok egyelőre se megerősíteni, se cáfolni nem tudták e nézetet. Az északi sólyom ezen a területen jellemzően ritka téli vendégként fordul elő. E két sólyomfajt mesterséges tenyészetekben is gyakran keresztezik.
Az altaj sólymot ezért rendszerint a kerecsensólyom egy alfajának tekintik, ezt a nézetet fejezi ki a (Falco cherrug altaicus) latin név is. A tipikus kerecsennél kissé nagyobb testű, hátoldala keresztsávozott. Vöröses, barnás, és szürkés színváltozatai is ismertek.
A belső-ázsiai solymászatban becses vadászmadárnak számított. Talán ezért is vélik egyesek, hogy a mitológiai turul voltaképpen altaj sólyom lehetett.